# George Habash
George Habash ou George Habache (Lida, 2 de agosto de 1926 - Amã, 26 de Janeiro de 2008) foi o fundador e líder até ao ano de 2000 da organização marxista-leninista Frente Popular para a Libertação da Palestina, conhecida pelo sequestro de aviões durante a década de 70 como forma de atrair atenção para a causa palestiniana. Depois de Yasser Arafat, Habash, conhecido também pelo nome de guerrilha Al-Hakim, é provavelmente o líder político palestiniano mais conhecido internacionalmente.
Habash dizia não haver contradições dentro de si: "Sou marxista, esquerdista por cultura, a herança islâmica é uma parte essencial da minha estrutura de pensamento, o islamismo é o componente mais importante do nacionalismo árabe e o nacionalismo árabe é uma parte essencial do meu ser. ”

## Biografia
George Habash nasceu em 1926, na cidade de Lydda na Palestina, atual Lida em Israel. Vinha de uma família rica, que possuía terras agrícolas e comércios, e eram cristãos ortodoxos. Era filho de um grande e conhecido empresário: Nicholas Habash e possuía 6 irmãos. Mudou-se para Jaffa a fim de dar sequência a seus estudos secundários; estudou também em Jerusalém, no Terra Sancta College, e aos 16 anos regressou à Jaffa onde passou a trabalhar como professor.
Em 1944, com 18 anos, entrou na faculdade de medicina em Beirute, em meio ao crescimento de terror e tensão em toda Palestina, causados pelos projetos britânicos sionistas e pela atuação das facções sionistas Haganah, Irgun e Stern. Sua militância, seus pensamentos e sua posição política foram fortemente influenciados pelo contato que Habash teve com o Dr. Constantine Zurayk, um sindicalista árabe, nacionalista e pensador liberal; a partir de então passou a frequentar os encontros universitários que aconteciam na sociedade estudantil cultural al-Urwa al-Wuthqa, da qual Zurayk era o "pai espiritual" e Habash se tornou o secretário geral em 1949. 
Mas o verdadeiro ponto de virada na vida de Habash, que o conduziu à militância pela questão palestina, foi o Nakba em 1948. Em junho de 1948 George interrompe seus estudos e parte de volta à Lydda, lá atua como assistente de um cirurgião que cuidava dos civis feridos pelos ataques sionistas. Sua cidade e a cidade vizinha caíram em 11 de julho de 1948, e toda a população da região foi expulsa e obrigada a seguir em marcha ao interior do país, Habash ia cuidando dos que caíam feridos e doentes pelo caminho. 
Em outubro de 1948 ele regressa à Beirute com o fito de terminar seus estudos, se forma em medicina em 1951, mas a profissão já não o atrai mais, estava fortemente ligado à militância palestina; passa então à organizar protestos e manifestações estudantis de rua, e por causa disso acaba preso várias vezes, e cria uma organização estudantil juvenil nacionalista e progressista. Em meio às reações nacionais à investida sionista contra a Palestina surgem, na Grande Síria, o partido árabe Ba'th e o Movimento Nacionalista Árabe (MNA), liderado e anunciado por Habash em 1956. Dando sequência em sua militância, em dezembro de 1967 ele funda uma nova organização de caráter marxista-leninista, para substituir o MNA- a Frente Popular pela Libertação da Palestina (FPLP).

## Líder do MNA
Habash fundou o Movimento Nacionalista Árabe em 1956 junto com Wadi Haddad, Salih Shibl, Hamid Jabburi, Ahmad al-Khatib e Hani al-Hindi. A ideologia do movimento era marcada pela laicidade e pelo sindicalismo, inspirada essencialmente nos ensinamentos de Constantine Zurayk e Sati al-Husari, adotaram o lema "União, Libertação e Vingança": pela união dos países árabes lutariam pela libertação do imperialismo ocidental como primeiro passo para alcançar a recuperação da Palestina; em suas ações distinguiam o judaísmo do sionismo. 
Em paralelo, no Egito, se desenvolvia o movimento de reação à Nakba baseado na abolição da realeza e instituição de uma república sob comando dos Oficiais Livres, liderados por Gamal Abdel Nasser. Por lutarem contra o imperialismo ocidental e contra Israel, logo Nasser e Habash criaram fortes laços de afinidade entre os dois movimentos que culminou na união Síria-Egito de 1958, que durou até 1961. Esta união  foi muito benéfica ao MNA já que, a partir dessa união com o Nasserismo, o Movimento Nacional Árabe alcançou a Jordânia, Síria, países do Golfo Pérsico, Líbia, norte da África e Iêmen. Durante a união o maior foco de atuação do MNA foi no sul do Iêmen, lá atuaram reforçando os movimentos de resistência À presença militar britânica na região.
A dissolução da união se deu em 1961 e caracterizou um período muito difícil para Habash: ele e seus companheiros militantes foram perseguidos e detidos, os nacionalistas de Ba'th, que assumiram o poder na Síria em 1963 por meio de um golpe de Estado, perseguiram e reprimiram Habash por causa das discordâncias entre o nasseristas e os ba'thistas. Os nasseristas tentaram um golpe em 1963 para assumir o poder, mas o golpe fracassou e em resposta o governo Ba'th perseguiu e prendeu diversos militantes, entre eles Habash, condenado à morte.

## Habash e a FLPL
Em 1964 ascendia a Organização pela Libertação da Palestina, Habash assistia o surgimento desse grupo com cautela, e viu de longe o momento mais traumático da OLP: as perdas de junho de 1967, onde os militantes palestinos perderam o que restava da Palestina a oeste do Jordão, que incluía Jerusalém Oriental, as Colinas de Golã (Síria), e o Monte Sinai (Egito). Essa derrota configuro-se como o terceiro momento de viragem na vida de Habash (sendo o primeiro a Nakba de 1948, e o segundo o fim da união Síria-Egito, em 1961), momento no qual ele reavaliou o MNA e decidiu guinar à um caráter marxista-leninista.

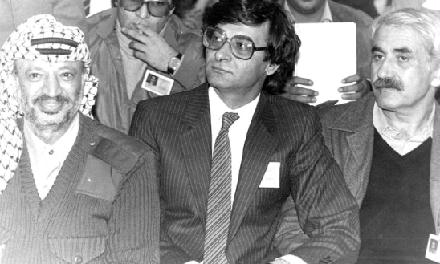
Uma foto para (da esquerda para a direita) Yasser Arafat, Mahmoud Darwish e George Habash tirada na Síria e publicada pela primeira vez também na Síria.

Sendo assim, em dezembro de 1967, Habash achou por bem criar uma nova organização para substituir o Movimento Nacionalista Árabe, e assim surge a Frente Popular pela Libertação da Palestina- FLPL, que tinha como objetivo principal a libertação da Palestina através da luta armada. Em 1968 George recebe um convite de autoridades Sírias, que depois se mostra como sendo uma armadilha para capturá-lo, Habash era acusado de formar células paramilitares; passou 10 meses encarcerado na pior prisão da Síria- Shaykh Hasan, sofrendo tortura mental; enquanto estava preso Habash usava seu tempo para ler Marx, Engels, Lenin, Ho Chi Minh e Mao Tsé-Tung, se aprofundando mais no marxismo. Foi libertado por Wadi Haddad que elaborou um plano de fuga.
Em 1969 mudou-se secretamente para a Jordânia onde passou a apoiar os grupos de resistência das bases guerrilheiras. Sob a tutela de Haddad, a FLPL adotou a tática da luta armada e se tornou mundialmente conhecida pela estratégia de captura de aviões israelenses e ocidentais, tentando sempre não ferir nenhum passageiro. A ideia desses sequestros de aviões era chamar a atenção do mundo para os acontecimentos de 1948 e 1967 e colocar o sofrimento palestino na pauta dos ocidentais pró-Israel. Em 1970 Wadi organizou o sequestro de três aviões a jato ocidentais, eles pousaram no deserto da Jordânia, foram evacuados e explodiram, esse evento causou a reação das forças jordanianas, que culminou nos conflitos entre os militares jordanianos, as forças de segurança e os guerrilheiros palestinos, os embates permaneceram até 1971, quando a FLPL e a OLP foram expulsas do Reino da Jordânia e partiram para o Líbano.
Habash passou a maior parte da década de 1970 no Líbano, essa fase foi consideravelmente traumatizante para George, que além de sofrer um ataque cardíaco quase fatal em 1972, sofreu uma hemorragia cerebral em 1980, e somado à isso, ele viu seu colega da FLPL, Ghassan Kanafani, ser assassinado pelo Mossad israelense, pela explosão de seu carro causada por uma bomba colocada embaixo de seu assento, e o assassinato de Wadi Haddad, também pelo Mossad, que envenenou Wadi; o próprio Habash escapou por muito pouco de ser assassinado pelo Mossad, em 1973, o serviço secreto sequestrou o avião Middle East Airlines no qual George iria embarcar mas acabou mudando de voo por questões de segurança.
Em 1972 a FLPL anunciou que havia abandonado a prática de sequestro de aviões, em 1975 o Líbano enfrentou uma guerra civil intensa, na qual Israel aproveitou a oportunidade do seu acordo provisório com o Egito (acordo do Sinai II) para intensificar a tensão da guerra. As relações egípcio-israelenses conseguiram remover o poder árabe militar mais forte da relação árabe-israelense; essa relação com o Egito contribuiu para a decisão israelense de invadir o Líbano e sitiar Beirute durante 88 dias, com a cidade sendo bombardeada por terra, água e ar, a situação terminou apenas com a intervenção da comunidade internacional.
Habash deixou o Líbano com a OLP liderada por Yasser Arafat, e dirigiu-se à Síria convencido de que precisava dar seguimento à luta contra os invasores israelenses, do porto sírio partiu para Damasco e escolheu a região para ser a sede da FLPL ao longo da década de 1980. Durante esse período ele participou das reuniões do Conselho Nacional da Palestina que aconteceram em Argel. Nessa década, Habash foi alvo novamente de um sequestro israelense, em 1986 a força aérea de Israel interceptou um jato particular que tinha como destino Trípoli, George, que iria embarcar nesse avião, resolveu cancelar sua viagem de última hora. Em 1990 a FLPL declarou seu apoio à Saddam Hussein.
A FLPL se separou da OLP quando esta entrou na fase da guinada diplomática de Arafat que passou a considerar a possibilidade de acordos com Israel e com a criação da Palestina na região da faixa de Gaza, seus ideais radicais não combinavam mais com essa diplomacia da OLP. Atualmente a FLPL luta para que os palestinos refugiados voltem ao território que consideram como sendo a Palestina e assim possam reconstruir o estado palestino.

Após sua atuação na FLPL, Habash ainda militou na Segunda Intifada, de 2000, e dedicou seus últimos anos de vida à fundação do Centro al-Ghad de Estudos Estratégicos.